# Secrets of the Moon
Secrets of the Moon (häufig nur SOTM) ist eine deutsche Black-Metal-Band aus Osnabrück, welche 1995 von Daevas, Schizo und Frazer gegründet wurde. Ersterer war bereits in der Band Martyrium tätig, welche zwei Demoaufnahmen und 1994 ihr einziges Album L.V.X. occulta veröffentlichte. Von den Gründern der Band ist nur noch einer dort aktiv.

## Geschichte
Ihre musikalische Schaffensphase begannen Secrets of the Moon mit den beiden Demos Unearthed Arcana 1995 und Vanitas 1997, sowie einer namenlosen Promokassette 1998. 1999 folgte eine Split-7” mit der deutschen Formation Lunar Aurora. 1998 begannen die Arbeiten am Debütwerk Stronghold of the Inviolables, welches 2001 als Schallplatte und 2002 als CD erschien. Es folgte eine Wiederveröffentlichung der Kassette von 1998 unter dem Namen De musica mundana mit einigen Bonustiteln sowie Splits.
2004 folgte ihr von Fans und Presse gelobtes zweites Album Carved in Stigmata Wounds. Es gilt als komplexe Weiterentwicklung des ohnehin bereits eigenständigen Stils der Band und diente als Sprungbrett für die beiden Veröffentlichungen: The Exhibitions EP und Antithesis.
Im September 2009 erschien Privilegivm, nachdem zuvor mehrere Mitglieder die Band verlassen hatten und LSK (Antaeus) als neue Bassistin einstieg. Es fiel schleppender und düsterer aus als die Vorgänger. Momentan ist die Band bei Lupus Lounge unter Vertrag, einer Tochterabteilung von Prophecy Productions.
Am 24. Februar 2012 veröffentlichte die Band ein Musikvideo zum Lied Nyx vom für den 16. März 2012 angekündigten Album Seven Bells. Das Album wurde in der Besetzung sG, T. Thelemnar und Ar geschrieben. Im September 2012 vervollständigte die Bassistin Naamah Ash das Line-up, nachdem sie bereits seit dem Summer Breeze Festival 2011 als Session-Musikerin mit der Band aufgetreten war.
2013 starb die ehemalige Bassistin LSK.
Nach mehr als 25 Jahren Bandgeschichte spielten sie im Jahr 2022 ihre letzten Shows.

## Musikstil und Ideologie
Während das Debüt noch sehr roh produziert und insbesondere der Gesang mit starken Effekten unterlegt ist, sind die späteren Alben in einem für Black Metal eher ungewöhnlichen, rockigeren Stil gehalten. Der Stil auf Carved in Stigmata Wounds wird als Avantgarde Black Metal bezeichnet. Bei Privilegivm konzentrierte die Band sich darüber hinaus auf langsame, doom-lastige Passagen. Black House von 2020 löste sich komplett von dem früheren Metal-Stil der Band und wurde als Dark Rock oder auch Gothic Rock rezipiert.
Nach einer Zusammenfassung ihrer Musik gefragt, gibt die Band „Dunkelheit und Tod“ sowie musikalisches Experimentieren an. Thelemnar nennt als Haupteinflüsse „Natur, Finsternis, Satan“, und empfiehlt die Lektüre von Heinrich Cornelius Agrippa von Nettesheim und Aleister Crowley dessen Gnostische Messe das Album Carved in Stigmata Wounds einleitet. Auch S. Golden bezieht sich auf Crowley, Okkultismus und Satanismus.

## Diskografie

### Demoaufnahmen
- 1995: Unearthed Arcana
- 1997: Vanitas
- 1998: Promo Tape 98

### Alben
- 2001: Stronghold of the Inviolables (Sombre Records)
- 2004: Carved in Stigmata Wounds (Lupus Lounge/Prophecy Productions)
- 2006: Antithesis (Lupus Lounge/Prophecy Productions)
- 2009: Privilegivm (Lupus Lounge/Prophecy Productions)
- 2012: Seven Bells (Lupus Lounge/Prophecy Productions)
- 2015: Sun (Lupus Lounge/Prophecy Productions)
- 2020: Black House (Soulfood/Prophecy Productions)

### Split-Veröffentlichungen
- 1999: Auf einer Wanderung / Durch goldene Sphären (Split-7” Vinyl mit Lunar Aurora; Darkwind Records)
- 2002: Black Metal Endsieg III (Split-7” Vinyl mit Armagedda, Dark Storm und Bael; Sombre Records)
- 2003: Bestien in Engelsgestalt (Split-7” Vinyl mit Averse Sefira; Spikekult Rekords, Akedia Rekordz)

### Sampler-Beiträge
- 2002: Condemnation (of the Inferiority) (Unrel. Version) auf Jesus Wept / Black Arts comp #1 (Black Arts Productions)
- 2004: The Protagonist auf Tribute to Dead Can Dance – The Lotus Eaters (zusammen mit Nostalgia; Black Lotus Records, Season of Mist)

### Singles und EPs
- 2005: The Exhibitions EP (EP; Lupus Lounge)
- 2010: Them Bones / This Inner Soil (7”; Lupus Lounge)
- 2010: The Ambience of a Dead Star (12”; Lupus Lounge)
- 2011: Warhead (7”; Lupus Lounge)

### Sonstige
- 2002: De música mundana (Best of/Kompilation; Kneel Before the Master’s Throne Records)
- 2002: Live in Bitterfield 2001 (Live-Album; Arkana Music)